# 크롬 돔 작전

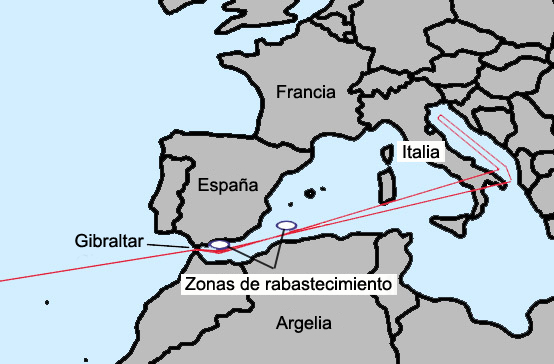
수소폭탄을 싣고 마이애미에서 이륙한 B-52H 전략폭격기가 26시간 동안 15,000마일 거리인 서유럽을 초계비행하다가, 유사시 소련의 6개 목표물에 핵공격을 한다. 지브롤터 인근에서 공중급유를 받는다.

크롬 돔 작전(Operation Chrome Dome)은 미국 공군의 핵전쟁 관련 작전이다.

## 1960년
크롬 돔 작전은 냉전 때인 1960년대에 만들어졌는데, 소련의 핵 공격에 대비해 미군의 전략폭격기들이 초계 비행을 하다 즉각 보복한다는 개념이다. 냉전 시절인 1960년부터 1968년까지, 수소폭탄을 탑재한 B-52 폭격기가 미국 본토에서 이륙하여 공중급유를 받으며 소련 국경 근처까지 초계비행했다.

## 2017년

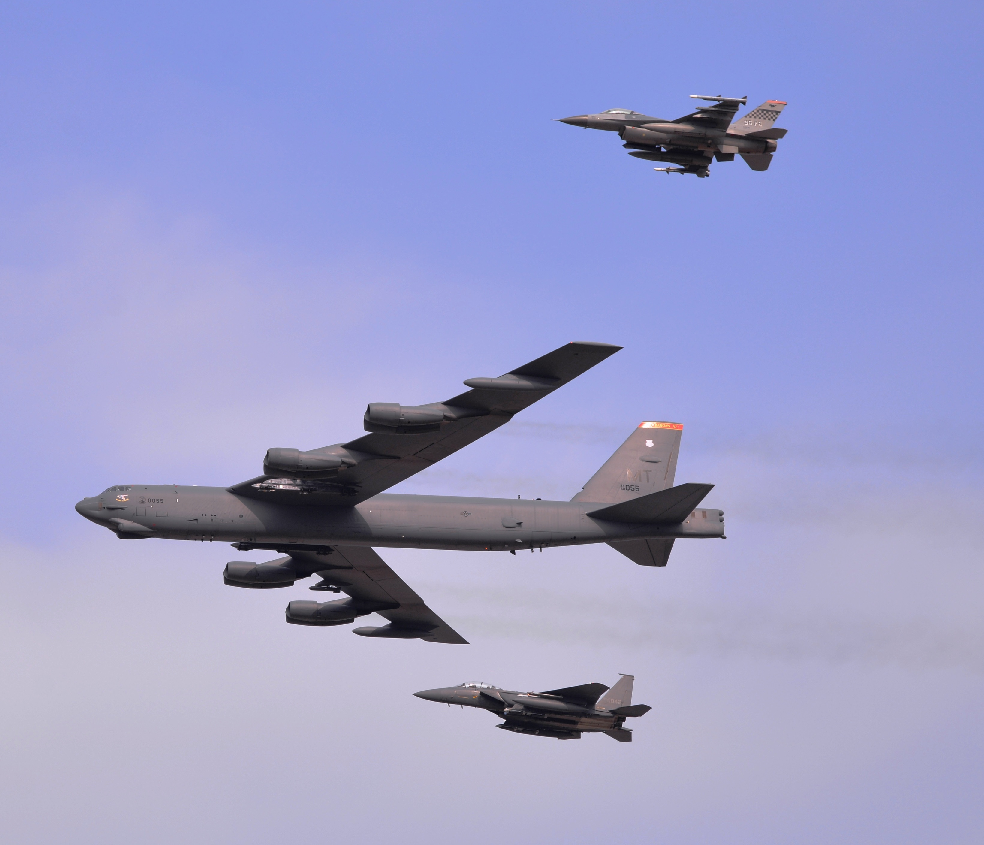
2016년 1월, 한국 공군 F-15K, B-52 전략폭격기와 주한미군 F-16 전투기. B-52는 핵무장을 하며, 괌에서 4시간이면 한국에 도착한다

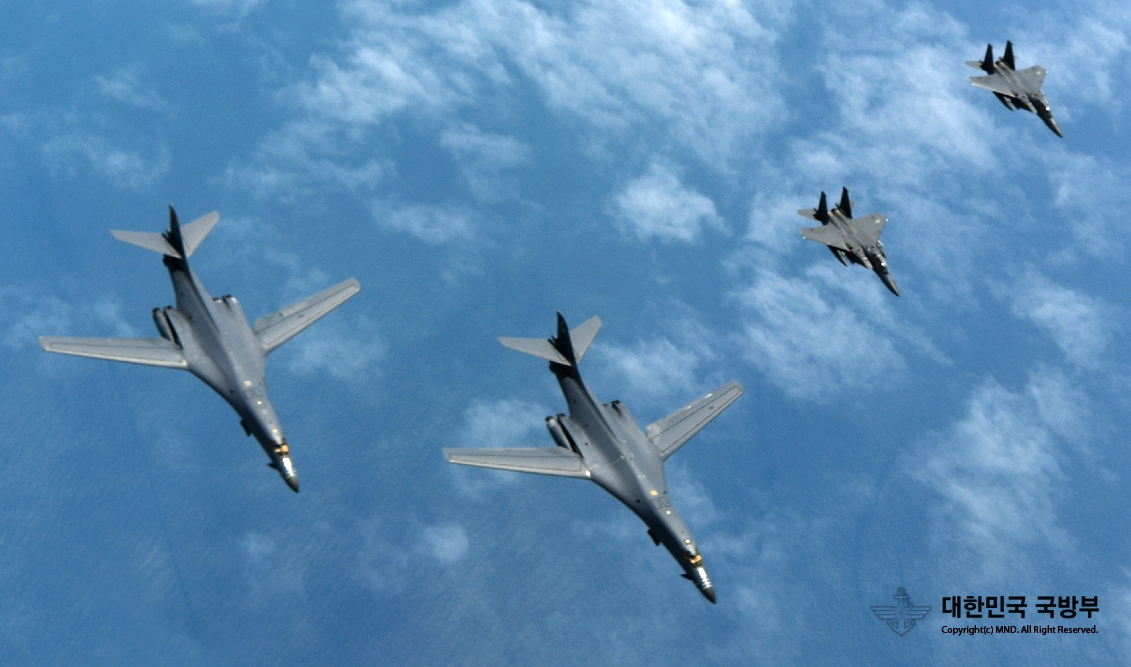
2017년 7월, 한국 공군 F-15K와 B-1B 전략폭격기. B-1B는 재래식 무장만 하며, 괌에서 2시간이면 한국에 도착한다

미국 공군 합참 차장보를 지낸 토마스 맥니어니 예비역 중장은 폭스 비즈니스 인사이더와의 인터뷰에서 "김정은이 서울을 포격하면 미국은 초계비행을 하는 미 공군이 핵폭격을 하는 크롬 돔(Chrome Dome) 작전으로 북한을 지구상에서 사라지게 만들 것"이라고 말했다. 맥니어니 장군은 “美공군에는 공중경보단계 가운데 '크롬 돔'이라는 게 있는데, 핵무기를 차례대로 목표를 향해 발사하는 등의 절차를 담고 있다”면서 "김정은이 만약 한국을 공격한다면 그에게 남은 인생은 15분 남짓에 불과하다"고 말했다.
북한의 위협에 대응한 미국의 선제타격 수단은 괌의 앤더슨 공군기지에 배치된 B-1B 전략폭격기이다. 6대였는데, 2017년 7월 말 6대를 추가해 12대가 배치되어 있다.
2017년 8월 11일, 미국 태평양 사령부는 괌의 B-1B 전략폭격기에 즉각적인 작전수행을 위한 준비태세, 일명 '파잇 투나잇'(Fight Tonight) 명령을 내렸다고 공식 트위터에서 밝혔다. 당장 전투가 벌어져도 이길 수 있다는 의미로 지시가 떨어지면 곧바로 적의 핵심기지를 타격하는 내용이다. 미공군은 2017년 5월부터 11차례의 B-1B 타격 전술훈련을 실시했다.
B-1B 작전 계획 수립에 참여한 미군 고위 장성은 방송을 통해 "미국이 확전을 원치 않는다는 신호로 핵무기를 탑재할 수 없는 B-1B가 선택됐다"고 설명했다. 미공군기가 한국을 위해 핵무장 초계비행중이라는 맥니어니 예비역 장군과는 좀 다른 설명이다.
앤더슨 공군기지에는 핵무기를 탑재하는 B-52, B-2 전략폭격기도 배치되어 있다. 한국군 관계자는 "괌 앤더슨 미 공군기지에 배치된 B-52와 B-2는 4시간이면 한반도까지 올 수 있으며, 한반도 상공을 스쳐가기만 해도 북한 지휘부는 두려움에 떤다"고 설명한다. 종합하면, 크롬 돔 작전에는 B-52, B-2 전략폭격기, 재래식 선제타격 작전에는 B-1B가 투입된다는 의미이다.
60년대 크롬 돔 작전은 서유럽까지 하루에 2회 수소폭탄을 장착한 B-52가 초계비행을 했다. 2017년 현재 한국에 크롬 돔 작전이 시행중이라는데, 하루 2회 수소폭탄을 장착한 B-52가 한국 인근까지 초계비행을 하고 있다는 의미인지는, 확실하지가 않다.